# Doris Lloyd
Hessy Doris Lloyd (3 de julho de 1896 — 21 de maio de 1968) foi uma atriz inglesa de teatro e cinema. Lloyd apareceu em mais de 150 filmes entre 1925 e 1967.